# Amoerspoorweg

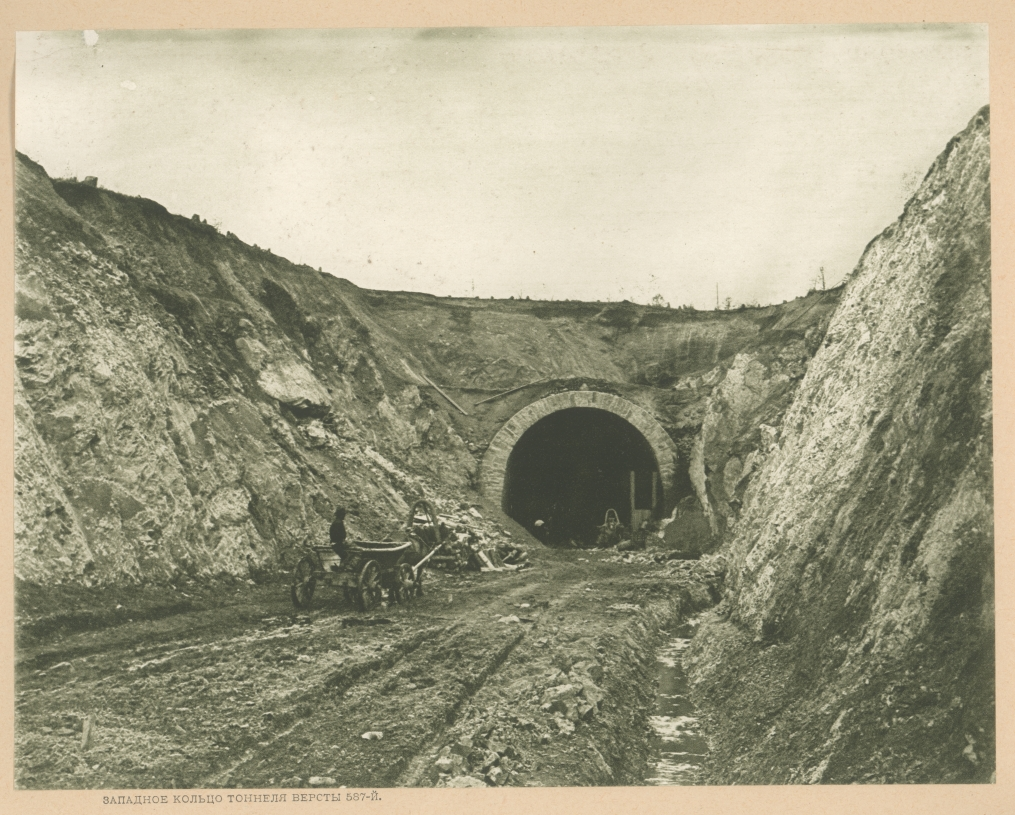
Gezicht op de westelijke ingang van een tunnel in de westelijke sectie (587e werst) tijdens de aanleg

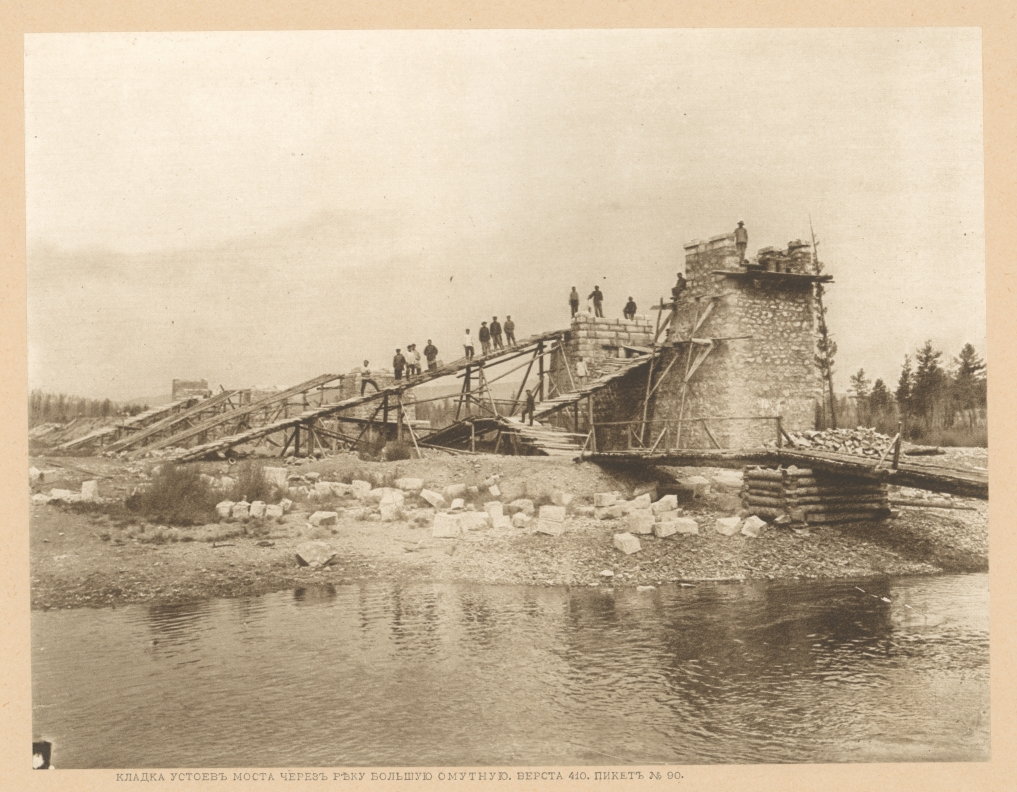
Arbeiders bezig met de aanleg van de fundering van een brug over de rivier de Bolsjaja Omoetnaja

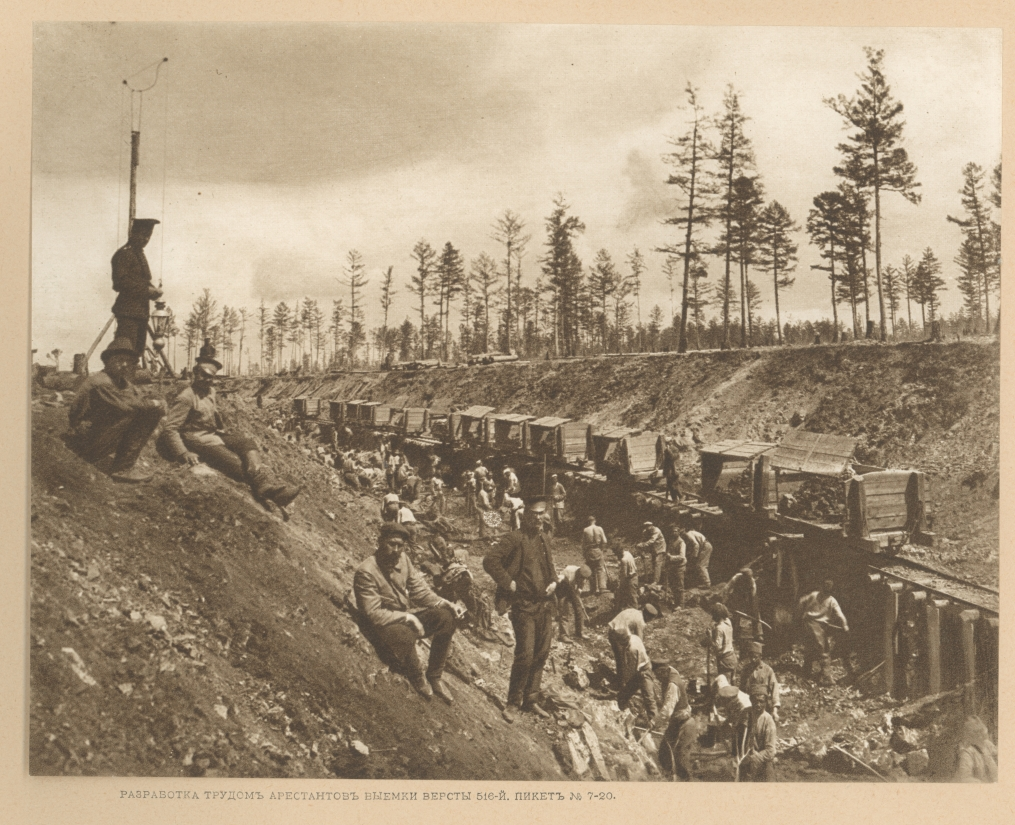
Russische gevangenen aan het werk bij de 51e werst in de westelijke sectie. Bij de aanleg werden veel gevangenen ingezet

De Amoerspoorweg (Russisch: Амурская железная дорога; Amoerskaja zjeleznaja doroga) is de benaming voor het meest oostelijke deel van de Trans-Siberische spoorlijn, dat werd gebouwd van 1906 tot 1916 tussen Station Koe-enga (Куэнга; bij Doenajevo (oblast Tsjita)) en Chabarovsk. De spoorweg is 2115 kilometer lang en overspant de Transbaikal en de oblast Amoer.
De aanleg van de spoorweg was gericht op de ontsluiting van gebieden met goudwinning, houtkap, visserij en bonthandel in Oost-Siberië en het Russische Verre Oosten en zorgde voor een snelle ontwikkeling van deze gebieden in de periode na de voltooiing. De hoofdingenieurs van de Amoerspoorweg waren J.J.Podroetski, Aleksandr Liverovski en V.V.Tregoebov. Zij hadden de verantwoordelijkheid over de bouwwerkzaamheden, die werden uitgevoerd door ongeveer 54.000 arbeiders. Deze arbeiders waren afkomstig uit Centraal-Rusland en Siberië, daar de tsaar verboden had om buitenlandse werklieden (zoals koelies) bij de aanleg te betrekken. De aanleg kostte ruim 250.000 miljoen roebel.
De hoofdtracés zijn:
- Koe-enga - Oerjoem (204 km) - aangelegd tussen 1907 en 1911;
- Oerjoem - Kerak (632 km) - aangelegd tussen 1909 en 1913;
- Kerak - Deja (679 km) - aangelegd tussen 1911 en 1915 met aftakking naar Blagovesjtsjensk;
- Deja - Chabarovsk (481 km) - aangelegd tussen 1915 en 1916.

## Aanleg
Het initiatief tot de aanleg werd gegeven door de stadsdoema van Blagovesjtsjensk in 1905 op aandringen van lokale handelaren en industriëlen. Zij stuurde het verzoek tot de aanleg naar de Raad van Ministers, die vervolgens het besluit goedkeurden, met medewerking van Pjotr Stolypin. Op 3 april 1908 werd door de raad het decreet "Over de voortzetting van de Amoerspoorweg op bevel van en op koste van de staat" uitgevaardigd. De aanleg vond plaats door een zeer dunbevolkt, door permafrost gekenmerkt, gebied onder zware klimatologische omstandigheden. De werkzaamheden werden opgesplitst in een westelijke, centrale en oostelijke sectie. 
Tussen 1907 en 1913 werd de westelijke sectie aangelegd tussen Koe-enga en Oerjoem (bij Oegrjoem). De ingenieurs moesten hiervoor eerst de Sjilka door de spoorweg verbinden met de Amoer, om zo materiaal en werkkrachten te kunnen verplaatsen. Er moest ook een tijdelijke weg worden aangelegd in de moerassige centrale sectie om zo de fundamenten voor de spoorweg naar hun plaats te kunnen vervoeren. Deze tijdelijke weg bleek lang niet altijd bestand tegen de ondergrond: vaak verdwenen hele stukken weg in de moerassen. In 1912 werd ingenieur Liverovski aangesteld over de aanlegwerkzaamheden in de oostelijke sectie. Hij liet hierbij voor het eerst in de spoorweggeschiedenis de grondverzetwerkzaamheden gemechaniseerd uitvoeren. De arbeiders gebruikten hiervoor tien graafmachines en verschillende machines voor het mengen van mortel en het vermalen van rotssteen. Ook bouwden ze een aantal reparatiewerkplaatsen en zaagmolens, waardoor het niet meer nodig was om dwarsliggers en gezaagd hout over lange afstanden naar de plaatsen van aanleg te transporteren. 
In 1914 ontmoetten de westelijke en oostelijke secties van de Amoerspoorweg elkaar bij station Obloetsje (JAO), waarna de eerste treinen konden gaan rijden. 

## Kunstwerken en bestuur
In 1916 kwam het laatste onderdeel gereed; de Chabarovskbrug over de Amoer. Deze brug, die werd ontworpen door Lavr Proskoerjakov, vormde met een overspanning van 2,5 kilometer decennialang de langste spoorbrug van Eurazië. Voor de voltooiing van de brug werd het vervoer over de rivier in de zomer verzorgd door een spoorpont en in de winter door middel van spoorplatforms over het ijs, waarbij de treinen met behulp van paarden werden voortgetrokken.
Een andere groot kunstwerk was 's werelds eerste tunnel door de permafrost waarbij gebruik werd gemaakt van warmte-isolatie tussen het buitenoppervlak en het omringende rotsgesteente. Op initiatief van Liverovski ontwikkelden de ingenieurs een methode om brugpijlers met behulp van verhit beton de grond in te krijgen bij temperaturen onder het vriespunt. Aan het spoor werden naast spoorstations en werkplaatsen voor reparatie van spoormaterieel ook scholen en ziekenhuizen gebouwd door de spoorweglieden. Vanaf 1912 begon de overheid met het uitdelen van gelden (tot 400 roebel) aan spoorwerkers die zich wilden vestigen in de gebieden rond de spoorweg.
De spoorweg kwam onder het bestuur van het Ministerie van Communicatie te staan en had haar bestuur in Chabarovsk. In 1922, aan het einde van de Russische Burgeroorlog, werd de spoorlijn overgeheveld naar het Volkscommissariaat voor Communicatie van de net opgerichte Sovjet-Unie. In 1959 werd de spoorlijn samengevoegd met het Transbaikalgedeelte van de Trans-Siberische spoorlijn tot de Transbaikalspoorweg. Sinds 1991 vormt een deel van de spoorweg onderdeel van de Verre-Oostelijke spoorlijn.